# Leignon (ruisseau)
Pour le village, voir Leignon.
Le Leignon est un ruisseau de Belgique coulant en province de Namur, affluent du Bocq en rive gauche.
Il traverse la ville de Ciney.